# British Commonwealth Junior Heavyweight Championship
Il British Commonwealth Junior Heavyweight Championship è stato un titolo di wrestling di origine britannica ma che nel corso della sua storia fu maggiormente utilizzato dalle federazioni giapponesi.
Il titolo è stato creato nel 1995 come massimo alloro per i lottatori della divisione di peso Junior Heavyweight nel territorio britannico ed è stato attivo fino al 2003, anno in cui fu disattivato in Toryumon.

## Storia
Pur essendo nato in Inghilterra, è stato presto portato in Giappone, inizialmente promosso dalla Michinoku Pro Wrestling. Una volta vinto da Jushin Thunder Liger, questi lo portò in New Japan Pro-Wrestling, dove entrò a far parte della J-Crown, che raccoglieva otto titoli relativi alla classe di peso Junior Heavyweight da altrettante federazioni. 
Dopo che il J-Crown fu dissolto, il titolo fu nuovamente difeso in Inghilterra per un breve periodo, per poi essere riportato da Tiger Mask in Giappone, prima in Michinoku Pro Wrestling e successivamente in Toryumon, dove è stato difeso per le ultime occasioni prima di essere disattivato.

## Albo d'oro
| #  | Campione             | Regno | Data              | Giorni | Località            | Note |
| -- | -------------------- | ----- | ----------------- | ------ | ------------------- | --- |
| 1  | Doc Dean             | 1     | aprile 1995       | -      | -                   | |
| 2  | Steve J              | 1     | 12 agosto 1995    | 44     | Londra, Inghilterra | |
| 3  | The Great Sasuke     | 1     | 25 settembre 1995 | 223    | Akita, Giappone     | |
| 4  | Danny Collins        | 1     | 5 maggio 1996     | 1      | Sendai, Giappone    | |
| 5  | Dick Togo            | 1     | 6 maggio 1996     | 42     | Nakayama, Giappone  | |
| 6  | Jushin Thunder Liger | 1     | 17 giugno 1996    | 46     | Tokyo, Giappone     | |
| 7  | Ultimo Dragon        | 1     | 2 agosto 1996     | 3      | Tokyo, Giappone     | |
| 8  | The Great Sasuke     | 2     | 5 agosto 1996     | 67     | Tokyo, Giappone     | In un torneo in cui il titolo era in palio insieme ad altri sette, per costituire la J-Crown.                                                                                  |
| 9  | Ultimo Dragon        | 2     | 11 ottobre 1996   | 85     | Osaka, Giappone     | |
| 10 | Jushin Thunder Liger | 2     | 4 gennaio 1997    | 183    | Tokyo, Giappone     | |
| 11 | El Samurai           | 1     | 6 luglio 1997     | 35     | Sapporo, Giappone   | |
| 12 | Shinjiro Otani       | 1     | 10 agosto 1997    | 87     | Nagoya, Giappone    | |
| -  | Vacante              | -     | 5 novembre 1997   | -      | -                   | Shinjiro Otani dissolse la J-Crown, rendendo vacanti tutti i titoli che la componevano e restituendoli alle federazioni di appartenenza                                        |
| 13 | The Dirtbike Kid     | 1     | 14 febbraio 1998  | -      | Londra, Inghilterra | The Dirtbike Kid vinse uno spareggio contro Mikey Whipwreck per il titolo vacante.                                                                                             |
| -  | Vacante              | -     | 1999              | -      | -                   | Il titolo è stato reso vacante secondo circostanze non specificate. |
| 14 | Tiger Mask           | 1     | 11 aprile 1999    | -      | Londra, Inghilterra | Tiger Mask vinse uno spareggio contro Jason Cross per il titolo vacante. |
| -  | Vacante              | -     | 1999              | -      | -                   | Il titolo fu reso vacante in seguito ad un infortunio di Tiger Mask. |
| 15 | Curry Man            | 1     | 14 dicembre 1999  | 87     | Niigata, Giappone   | Curry Man vinse uno spareggio contro Minoru Fujita per il titolo vacante. |
| 16 | Tiger Mask           | 2     | 10 marzo 2000     | 365    | Aomori, Giappone    | |
| 17 | Masaaki Mochizuki    | 1     | 10 marzo 2001     | 113    | Tokyo, Giappone     | |
| 18 | Magnum TOKYO         | 1     | 1 luglio 2001     | 257    | Kōbe, Giappone      | |
| 19 | SUWA                 | 1     | 15 marzo 2002     | 461    | Yokohama, Giappone  | |
| 20 | Dotti Shuji          | 1     | 19 giugno 2003    | 144    | Tokyo, Giappone     | In un 3-way in cui era coinvolto anche Masaaki Mochizuki. |
| 21 | Jun Ogawauchi        | 1     | 10 novembre 2003  | 27     | Kōbe, Giappone      | |
| -  | Disattivato          | -     | 7 dicembre 2003   | -      | -                   | Il titolo fu reso vacante in seguito ad un incontro finito in pareggio contro Second Doi. Non essendo mai stato riassegnato da allora, il titolo è considerato non più attivo. |